# Červená čísla
Červená čísla je v účetnictví výraz používaný pro vyjádření vzniklého dluhu či ztráty. Červená barva se obecně chápe jako symbol varování.

## Původ
Použití červené barvy jako symbolu dluhu lze vystopovat již do 15. století při vzniku prvních zastaváren v židovském ghettu v Benátkách. Nejstarší zastavárna na světě se jmenovala Banco Rosso. Stávala v podloubí na náměstí Campo de Ghetto Novo. Lidé, kteří si potřebovali půjčit peníze, zastavili své věci výměnou za peněžní půjčku. Pokud do určeného termínu částku nevrátili, věc propadla věřiteli. Jako doklad o transakci dostávali stvrzenku červené barvy. Zde se zřejmě v účetnictví poprvé objevuje i výraz „být v červených číslech“.

Červenou barvou byl tedy v účetnictví vyznačen dluh, ztráta. Výraz „být v červených číslech“ znamená „být ve ztrátě“; angl. „to be in the red“ – slovesný idiom: „být v minusu“, „vykazovat finanční ztráty“.

Opakem červených čísel jsou černá čísla. V účetnictví se černou barvou označuje zisk. Výraz „být v černých číslech“ označuje kladný hospodářský výsledek; angl. „to be in the black“.

Linvisticky se jedná o tzv. kalk, který z angličtiny do češtiny přešel díky managerskému slangu.